# Hippolyte Simon
Hippolyte Louis Jean Simon (ur. 25 lutego 1944 w Saint-Georges-de-Rouelley, zm. 25 sierpnia 2020 w Caen) – francuski duchowny katolicki, arcybiskup Clermont w latach 1996–2016.

## Życiorys
Święcenia kapłańskie otrzymał 27 czerwca 1970.

## Episkopat
22 lutego 1996 papież Jan Paweł II mianował go biskupem Clermont. Sakry biskupiej udzielił mu bp Jacques Fihey.
16 grudnia 2002 po podniesieniu diecezji do rangi archidiecezji został pierwszym arcybiskupem-metropolitą.
W latach 2007–2013 pełnił funkcję wiceprzewodniczącego Konferencji Episkopatu Francji.
18 marca 2016 papież Franciszek przyjął jego rezygnację z pełnionego urzędu.